# Serrasalmus marginatus
Serrasalmus marginatus  es una especie de peces de la familia Characidae en el orden de los Characiformes. Estas palometas se trasladan en cardúmenes y prefieren las zonas de aguas bajas para alimentarse. Son carnívoros depredadores que se alimentan de otros peces. atacan como cardumen, pueden llegar a atacar mamíferos y roedores que se aventuren en las orillas de los ríos si se encuentran heridos, difícilmente atacan a humanos salvo ante la inexistencia de otras presas, o presencia de sangre en el agua.

## Morfología
Son frecuentemente confundidas con las Pirañas. Los machos pueden llegar alcanzar los 22,1 cm de longitud total.

## Hábitat
Vive en zonas de clima tropical, y subtropical.

## Distribución geográfica
Se distribuyen en Sudamérica en las  cuencas de los ríos  Paraná, Uruguay y  Paraguay.